# Zarza de Montánchez
Zarza de Montánchez és un municipi de la província de Càceres, a la comunitat autònoma d'Extremadura (Espanya).

## Demografia
| 2001 | 2002 | 2003 | 2004 | 2005 | 2006 |
| ---- | ---- | ---- | ---- | ---- | ---- |
| 591  | 617  | 605  | 608  | 609  | 631  |